# Бураев, Марат Николаевич
Марат Николаевич Бураев (22 октября 1995) — российский футболист, полузащитник клуба «Жетысу».

## Карьера
Бураев — воспитанник владикавказской школы «Юность» и академии «Краснодара». В 2013 году играл за любительский клуб «Краснодар-3», далее играл за «Строитель» (Русское). В 2015 году перешёл в «Беркут» Армянск. В январе 2016 года был на просмотре в белорусском «Немане». В осенней части текущего сезона 2016/2017 премьер-лиги КФС защищал цвета феодосийской «Кафы». В конце февраля 2017 года перебрался в «Севастополь». После чего вернулся во Владикавказ и играл за «Спартак». В конце февраля 2018 года подписал годичный контракт с армянским клубом «Пюник», в ноябре покинул клуб. В феврале 2019 года перешёл в «Крымтеплицу».